# 니코스 스피로풀로스
니콜라오스 "니코스" 스피로풀로스(그리스어: Νικόλαος "Νίκος" Σπυρόπουλος, 1983년 10월 10일, 이피로스 주 이오아니나 ~)는 그리스의 전직 프로 축구 선수로, 현역 시절 좌측 수비수로 활약했다.

## 클럽 경력

### 초기 경력
스피로풀로스는 2001년에 PAS 야니나에서 프로 무대 신고식을 치렀는데, 1년차에 알파 에트니키 승격을 이룩했다. 그는 3년 동안 총 33번의 소속 구단 경기에 참여했는데, 모두 베타 에트니키의 경기였다.

### 파니오니오스
2004년 여름, 그는 수페르리가 엘라다의 파니오니오스로 이적했다. 8개월 후, 그는 알렉산드로스 치올리스와 에반겔로스 만치오스와 함께 파나티나이코스로 이적할 예정이었지만, 고수치의 테스토스테론 양성 반응이 나와 처음에 2년 출장 정지 징계를 받았다. 이후, 그는 생리적 문제로 발생했다고 탓했지만, 이적은 철회되었다. 그는 1년 뒤에 현장으로 복귀해 3년 반을 파니오니오스에서 활약하며 그리스 리그의 정상급 좌측 수비수로 명성을 날렸다.
스피로풀로스는 2007년 여름 이적 시장과 2008년 겨울 이적시장에서 AEK, 올림피아코스, 그리고 베르더 브레멘의 제의를 받았지만, 이적이 성사되지 않았다.

### 파나티나이코스
2008년 1월, 스피로풀로스는 파나티나이코스로 €2M에 이적한 것으로 보도되었다.
2007-08 시즌에 몇 차례 인상적인 활약을 선보인 스피로풀로스는 2008-09 시즌에 파나티나이코스의 주요 좌측 수비수로 활약했다. 헹크 텐 카터 감독은 그의 능력에 "스피로스는 오른쪽도 맡을 수 있습니다" 라고 개막 전에 언급하며 칭찬했다. 스피로풀로스의 진가는 주력, 체력, 그리고 전방 전진력에 있었다. 파나티나이코스 이적 후 전 소속 구단인 파니오니오스전에 2년 동안 출전할 수 없다는 이적 조항에 따라 해당 경기를 결장했다.

### 키에보 베로나
겨울 이적 시장 종료 2일 전, 그리스인 수비수 니콜라오스 스피로풀로스는 페스키에라의 파르크 호텔의 기자 회견에 출석했다. 스피로풀로스는 이탈리아 세리에 A의 키에보 베로나와 계약하며 다음과 같이 말했다: "저는 제 일을 하러 여기 왔습니다. 저는 최대한 빨리 적응해, 키에보의 목표를 이룰 수 있게 도울 것입니다. 저는 수비수지만, 공격 지향적이기도 하고 다른 역할도 맡을 수 있습니다. 키에보는 제가 이탈리아에서 활약할 기회를 주어 감사합니다. 저는 회장과 구단에게 그 신뢰를 보답하기 위해 최선을 다하겠습니다." 그는 2번의 경기에 출전한 뒤 허벅지 부상을 당하며 시즌 나머지 경기에 결장했다.

### PAOK
PAOK는 공식 트위터 계정에 파나티나이코스를 1월 이적 시장에 떠난 뒤 이탈리아의 키에보 베로나에서 반 년을 보낸 스피로풀로스를 영입했다고 발표했다. 스피로풀로스의 영입에 대한 금전적 조건은 공개되지 않았지만, 이적 후 첫 월요일에 오스트리아에서의 구단 훈련에 참가할 것임이 밝혀졌다.
 2013년 12월, 그는 2-0으로 이긴 PAS 야니나와의 원정 경기에서 PAOK 첫 경기를 치렀다. 2015년 4월 15일, 그는 계약을 해지했다.

## 국가대표팀 경력
오토 레하겔 감독은 처음에 그의 재능을 외면했지만, 2007년에 그를 눈여겨보기 시작했다. 스피로풀로스가 왼발잡이라는 점 외에도 빠르고, 강인하며, 민첩하고, 지칠 줄 몰랐기 때문이었다.
2007년 11월 17일, 그는 5-0으로 이긴 몰타와의 유로 2008 예선전 경기에서 46분에 바실리스 토로시디스와 교체되어 들어가 첫 경기를 치렀다.

### 국가대표팀 득점 기록
| #  | 날짜           | 경기장          | 상대     | 점수 | 결과 | 대회                 |
| -- | -------------- | --------------- | -------- | ---- | ---- | -------------------- |
| 1. | 2010년 9월 3일 | 그리스 피레아스 | 조지아   | 1–1  | 무   | 유로 2012 예선전     |
| 2. | 2012년 9월 7일 | 라트비아 리가   | 라트비아 | 1–2  | 승   | 2014년 월드컵 예선전 |

## 경력 통계
2015년 1월 3일 기준
| 구단           | 시즌      | 리그[A]           | 리그[A] | 리그[A] | 컵[B] | 컵[B] | 대륙[C] | 대륙[C] | 기타[D] | 기타[D] | 합계 | 합계 |
| 구단           | 시즌      | 리그명            | 출장    | 골      | 출장  | 골    | 출장    | 골      | 출장    | 골      | 출장 | 골   |
| -------------- | --------- | ----------------- | ------- | ------- | ----- | ----- | ------- | ------- | ------- | ------- | ---- | ---- |
| PAS 야니나     | 2001–02   | 베타 에트니키     | 6       | 0       | –     | –     | –       | –       | –       | –       | 6    | 0    |
| PAS 야니나     | 2002–03   | 알파 에트니키     | 0       | 0       | –     | –     | –       | –       | –       | –       | 0    | 0    |
| PAS 야니나     | 2003–04   | 베타 에트니키     | 27      | 1       | 1     | 0     | –       | –       | –       | –       | 28   | 1    |
| PAS 야니나     | 합계      | 합계              | 33      | 1       | 1     | 0     | –       | –       | –       | –       | 34   | 1    |
| 파니오니오스   | 2004–05   | 수페르리가 엘라다 | 16      | 0       | 1     | 0     | 3       | 0       | –       | –       | 20   | 0    |
| 파니오니오스   | 2005–06   | 수페르리가 엘라다 | 11      | 0       | –     | –     | –       | –       | –       | –       | 11   | 0    |
| 파니오니오스   | 2006–07   | 수페르리가 엘라다 | 24      | 1       | 1     | 0     | –       | –       | –       | –       | 25   | 1    |
| 파니오니오스   | 2007–08   | 수페르리가 엘라다 | 17      | 0       | 1     | 0     | 4       | 0       | –       | –       | 22   | 0    |
| 파니오니오스   | 합계      | 합계              | 68      | 1       | 3     | 0     | 7       | 0       | –       | –       | 78   | 1    |
| 파나티나이코스 | 2007–08   | 수페르리가 엘라다 | 10      | 0       | –     | –     | –       | –       | –       | –       | 10   | 0    |
| 파나티나이코스 | 2008–09   | 수페르리가 엘라다 | 30      | 0       | 3     | 0     | 10      | 0       | -       | -       | 43   | 0    |
| 파나티나이코스 | 2009–10   | 수페르리가 엘라다 | 25      | 0       | 1     | 0     | 10      | 0       | –       | –       | 36   | 0    |
| 파나티나이코스 | 2010–11   | 수페르리가 엘라다 | 22      | 1       | 3     | 0     | 5       | 0       | 2       | 0       | 32   | 1    |
| 파나티나이코스 | 2011–12   | 수페르리가 엘라다 | 24      | 0       | 1     | 0     | 9       | 0       | 2       | 0       | 36   | 0    |
| 파나티나이코스 | 2012–13   | 수페르리가 엘라다 | 17      | 0       | 1     | 0     | 9       | 0       | –       | –       | 27   | 0    |
| 파나티나이코스 | 합계      | 합계              | 128     | 1       | 9     | 0     | 43      | 0       | 4       | 0       | 184  | 1    |
| 키에보 베로나  | 2012–13   | 세리에 A          | 2       | 0       | 0     | 0     | -       | -       | –       | –       | 2    | 0    |
| 키에보 베로나  | 합계      | 합계              | 2       | 0       | -     | -     | –       | –       | –       | –       | 2    | 0    |
| PAOK           | 2013–14   | 수페르리가 엘라다 | 13      | 0       | 2     | 0     | -       | -       | –       | –       | 15   | 0    |
| PAOK           | 2014–15   | 수페르리가 엘라다 | 6       | 0       | 1     | 0     | 3       | 0       | –       | –       | 10   | 0    |
| PAOK           | 합계      | 합계              | 19      | 0       | 3     | 0     | 3       | 0       | –       | –       | 25   | 0    |
| 경력 합계      | 경력 합계 | 경력 합계         | 250     | 3       | 16    | 0     | 53      | 0       | 4       | 0       | 323  | 3    |

## 수상
파나티나이코스
- 수페르리가 엘라다: 2009–10
- 그리스 컵: 2009–10

PAOK
- 그리스 컵 준우승: 2013–14

## 참고
A. ^ 수페르리가 엘라다(2006년까지 알파 에트니키) 및 베타 에트니키 출전 경기 기록.
B. ^ 그리스 컵 출전 경기 기록.
C. ^ 챔피언스리그와 유로파리그(2009년까지 UEFA컵) 출전 경기 기록.
D. ^ 수페르리가 엘라다 플레이오프전 출전 경기 기록.